# Joseph V. Quarles
Joseph Very Quarles, född 16 december 1843 i Southport (nuvarande Kenosha), Wisconsinterritoriet, död 7 oktober 1911 i Milwaukee, Wisconsin, var en amerikansk republikansk politiker. Han representerade delstaten Wisconsin i USA:s senat 1899-1905.
Quarles deltog i amerikanska inbördeskriget i nordstaternas armé. Han avlade 1866 sin grundexamen och 1867 juristexamen vid University of Michigan. Han inledde 1868 sin karriär som advokat i Kenosha. Han var distriktsåklagare för Kenosha County 1870-1876 och borgmästare i Kenosha 1876.
Quarles var 1879 ledamot av Wisconsin State Assembly, underhuset i delstatens lagstiftande församling. Han var ledamot av delstatens senat 1880-1882.
Quarles efterträdde 1899 John L. Mitchell som senator för Wisconsin. Han kandiderade inte till omval efter en mandatperiod i senaten. USA:s president Theodore Roosevelt utnämnde honom 1905 till en federal domstol. Han arbetade som domare fram till sin död.
Quarles grav finns på Kenosha City Cemetery i Kenosha.